# August Wilhelm Bach
August Wilhelm Bach (Berlín, 4 d'octubre de 1796 - 15 d'abril de 1869) fou un compositor i organista alemany.
El seu pare era organista de l'església de la Trinitat, rebé l'educació musical de Zelter i Berger, sent el 1816 organista de l'església de Santa Maria, poc temps després professor, i en morir Zelter (el 1832, director de l'Institut reial de la música religiosa.
El 1833 fou nomenat acadèmic de Belles Arts de Berlín i membre del senat d'aquesta. Bach fou molt estimat com a mestre, tenint entre altres alumnes a Otto Dienel, August Haupt i Franz Commer, però com a compositor produí relativament molt poc: un curt nombre de preludis, fuges, etc.,.per a orgue, algunes composicions corals, salms, lieder i l'oratori Bonifacius.